# Zonopimpla nigriceps
Zonopimpla nigriceps là một loài tò vò trong họ Ichneumonidae.